# Karijini-Nationalpark
Der Karijini-Nationalpark (engl. Karijini National Park; früher Hamersley-Nationalpark) ist ein Nationalpark in der Hamersley Range, im Zentrum der Pilbara in Westaustralien. Er bietet eine spektakuläre, raue Kulisse in einer uralten geologischen Formation. Mit 627.445 ha ist er der zweitgrößte Nationalpark Westaustraliens. Die trockene, staubige Steppe des Hochplateaus wird durchzogen von windungsreichen Flussläufen, die plötzlich in bis zu 100 m tiefe Schluchten stürzen und Bassins füllen, in denen das Wasser für eine vielfältige Flora und Fauna sorgt. 
Der Park ist von Port Hedland aus über den Great Northern Highway 326 km nach Süden oder von dem North West Coastal Highway an der Westküste 345 km über Tom Price Richtung Osten erreichbar. Die Zufahrtsstraßen sind asphaltiert, bei den Nationalparkstraßen handelt es sich dagegen um PKW-taugliche Schotterpisten.
Die Südhälfte des Nationalparks ist weitgehend unerschlossen. Der Tourismus beschränkt sich auf die Schluchten im Nordteil. Mount Meharry ist mit 1.245 m der höchste Berg des Nationalparks.

## Aborigines in der Karijini
Die Banyjima, Yinhawangka und Kurrama Aborigines nennen die Hamersley Range Karijini. Der Name des Parks würdigt die Geschichte und die Bedeutung des Gebietes für sie sowie ihre Mitwirkung beim Parkmanagement.
Beweise für die Anwesenheit ihrer Vorfahren datieren mehr als 20.000 Jahre zurück. Während dieser Zeit gestalteten sie auch die Natur und bestimmten die heutige Artenvielfalt der Pflanzen und Tiere mit.

## Klima
Nördlich des Südlichen Wendekreises gelegen, lässt sich das Klima am besten als das einer tropischen Halbwüste beschreiben. Stark schwankende Niederschlagsmengen, vor allem Sommerregen von 250–350 mm werden begleitet von Gewittern und Wirbelstürmen. Die Temperaturen im Sommer liegen häufig über 40 °C. Die Wintertage sind warm und klar, aber die Nächte sind kühl und manchmal frostig.

## Geologie
Die streifigen Formationen, anzutreffen im Gestein in und an den Schluchten, entstanden vor mehr als 2,5 Milliarden Jahren, als sich eisen- und silikatreiches Sediment auf dem Meeresboden ablagerte und anreicherte. Über Millionen von Jahren wurden diese eisenreichen Ablagerungen durch den Druck der darüberliegenden Schichten zu festem Gestein verdichtet. Horizontaler Druck verursachte später Krümmungen im Gestein und bildete zahlreiche vertikale Spalten, bevor es angehoben und zu Festland wurde.
Flüsse schnitten sich schnell und tief in das Land ein und erschufen steilwandige Schluchten. Kombiniert mit Millionen von Jahren der Erosion gestalteten sie diese hügelige, von tiefen Schluchten durchzogene Landschaft.

## Die Schluchten

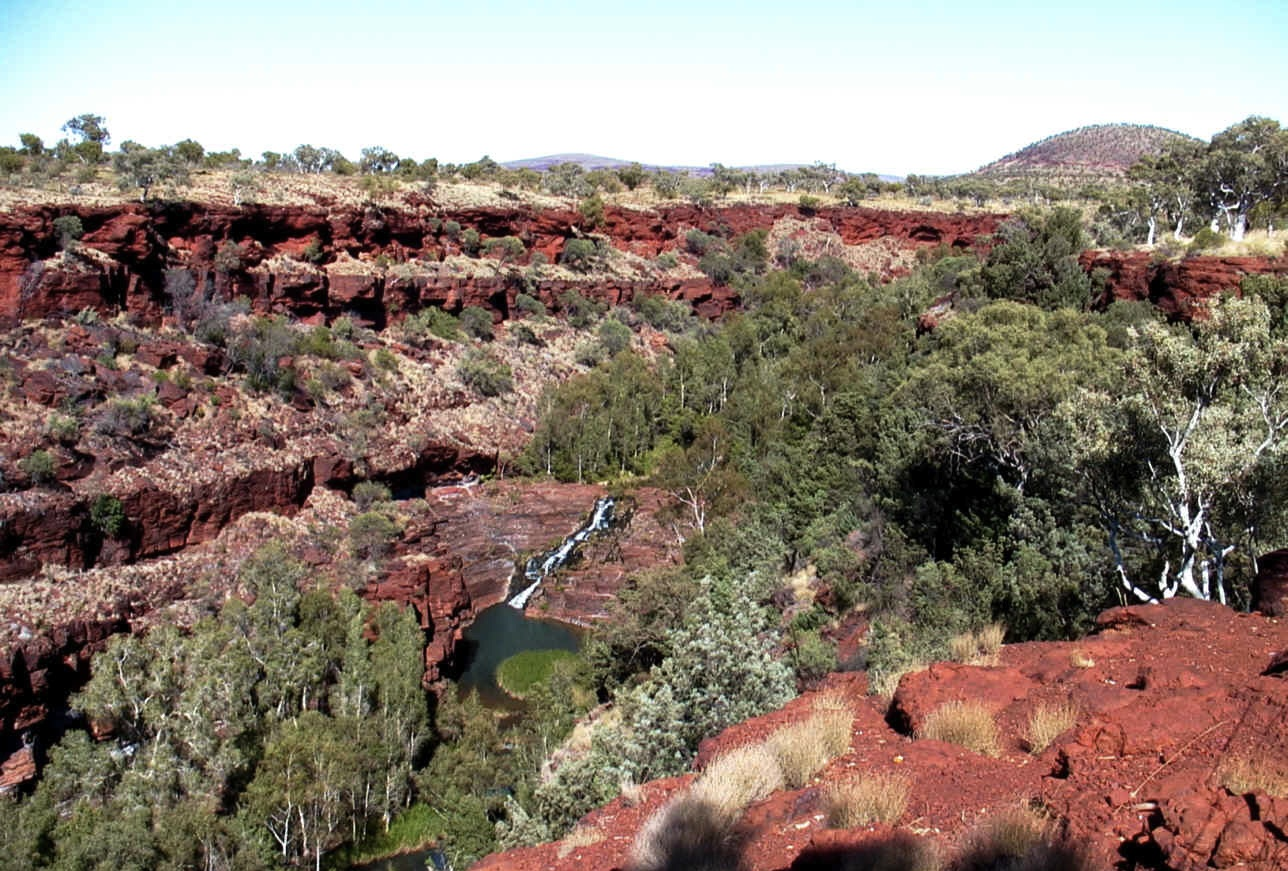
Fortescue Falls in der Dales Gorge

Im Norden des Nationalparks schlängeln sich schmale Flussbetten, versteckt zwischen Hügelketten und die meiste Zeit des Jahres ausgetrocknet, um plötzlich in bis zu 100 m tiefe, enge Schluchten zu stürzen. Weiter flussabwärts werden die Schluchten breiter und ihre Seiten wechseln von steilen Klippen zu abschüssigen Abhängen mit losem Gestein. Die Abflüsse bilden den Schwemmfächer des Fortescue Valley.
Die Schluchten bilden einen Kontrast zu der Trockensavanne oberhalb. Sie bieten eine grandiose Kulisse mit Wasserfällen, Bassins und dem Farbenspiel der Felswände, hervorgerufen durch die Mineralien Eisen, Kupfer und Asbest.
- Dales Gorge mit den Fortescue Falls, den Wasserlöcher Fern Pool und Circular Pool
- das zusammenhängende Schluchtensystem Hancock Gorge, Joffre Gorge, Weano Gorge, Knox Gorge, Red Gorge
- Hammersley Gorge
- Kalamina Gorge
- Yampire Gorge (mit Asbest belastet)

## Flora und Fauna
Die Wildblumen im Nationalpark variieren je nach Jahreszeit, im Überfluss wachsen sie jedoch nach dem seltenen Regen. In den kühleren Monaten ist das Land bedeckt mit unzähligen gelb blühenden Senna- (Kassia), Akazien-Arten, Mertensia paniculata und purpurnen Mulla-Mullas. Dazwischen leben Rotes Riesenkänguru, Bergkänguru, Rothschild-Felskänguru, der Dingo und verschiedene Kleintierarten, darunter Arten von Fledermäusen. Viele Arten der einheimischen Nagetiere und Beutelraubtiere wie das Pilbara-Niguai sind nachtaktiv und scheu. Auch Reptilien und Lurche, wie Frösche, Geckos, Warane, Agamen, Eidechsen, Pythons und andere Schlangenarten sind im Nationalpark beheimatet. Viele Vogelarten halten sich in der Nähe der Bassins und Flüsse auf.
Australische Mäuse finden dagegen in den steinigen Böschungen Unterschlupf. Als letztes sind die großen Termitenhügel kaum zu übersehen, die verstreut zwischen den Hügeln im Grasland stehen.

## Bilder

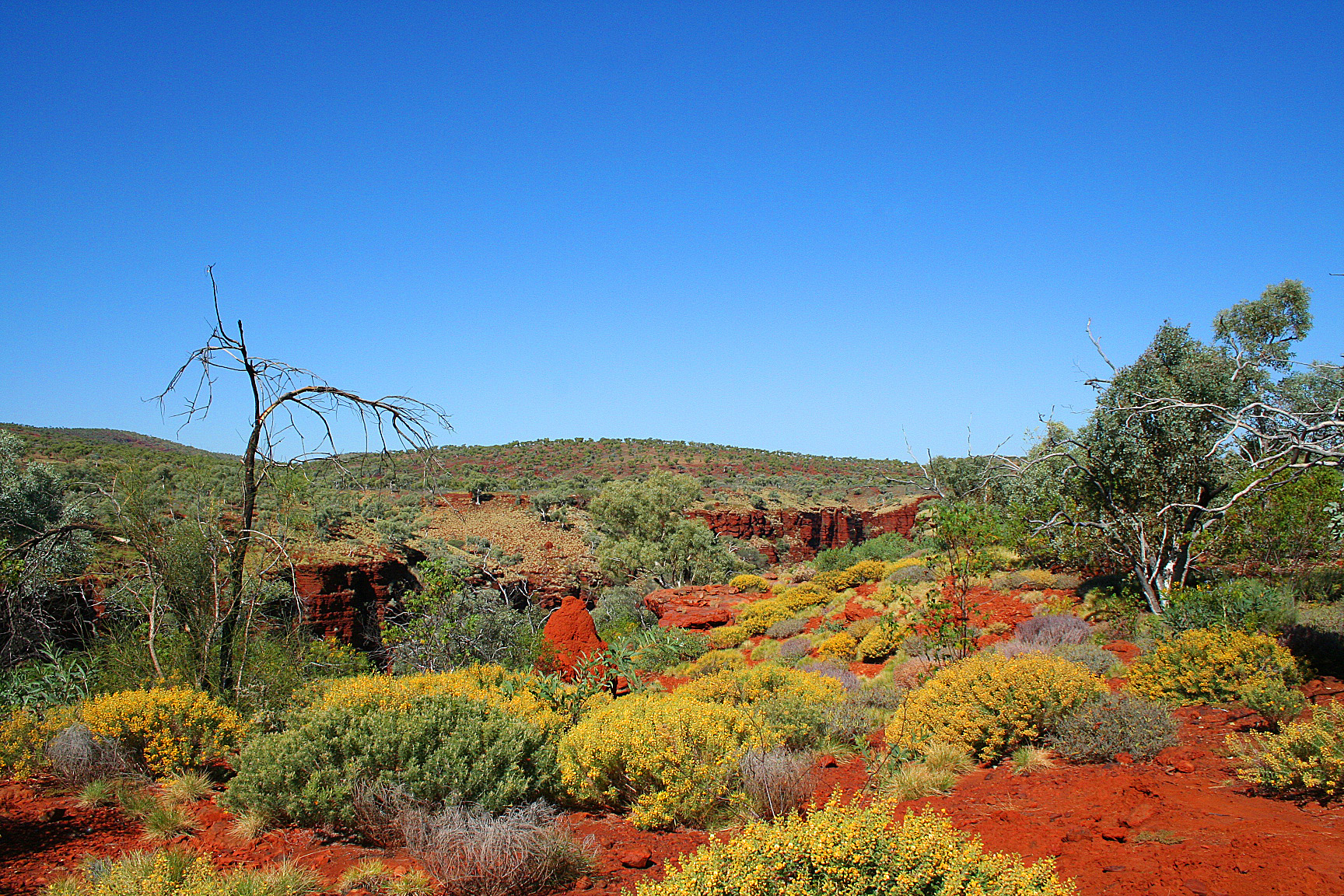
Farben
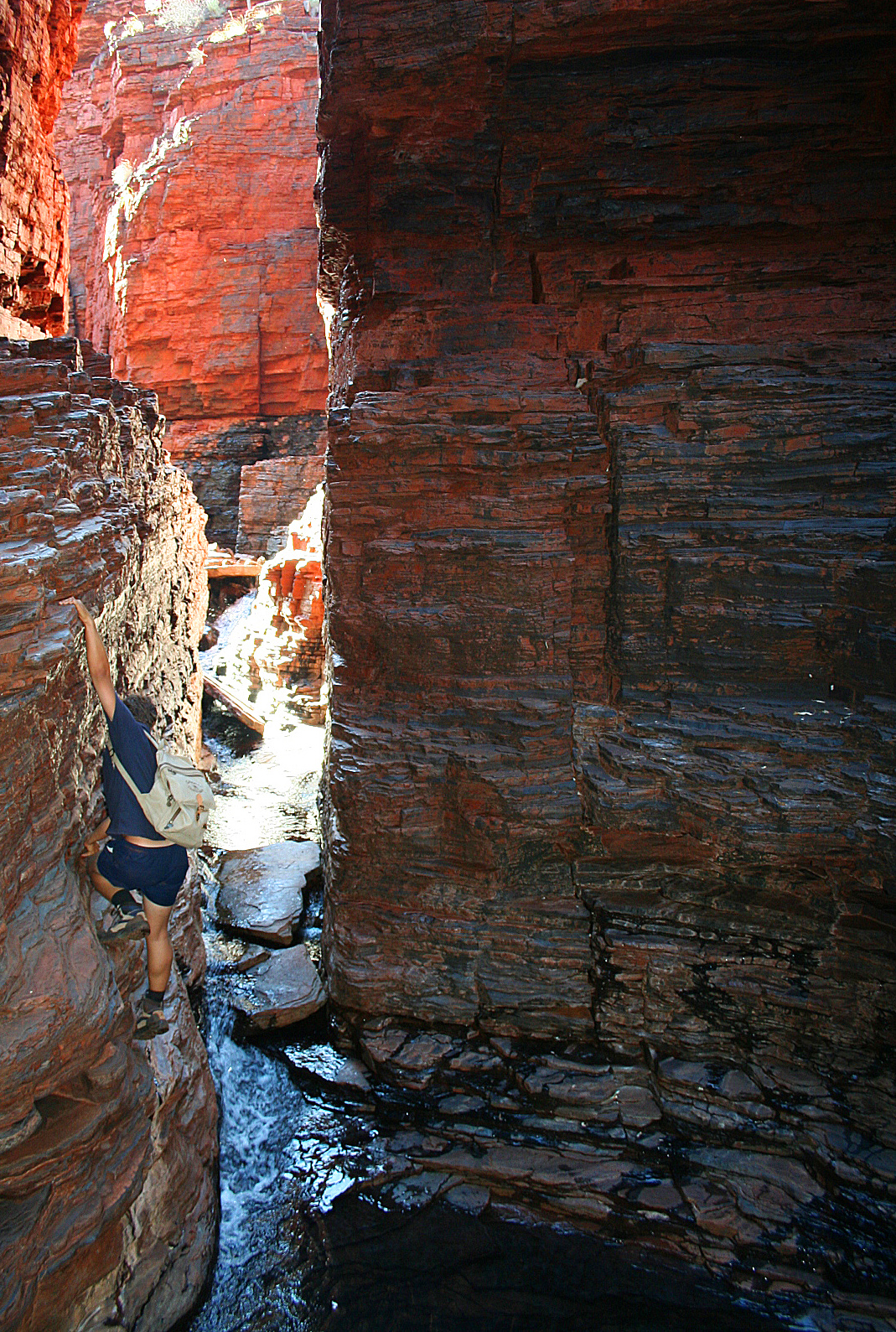
Dales Gorge
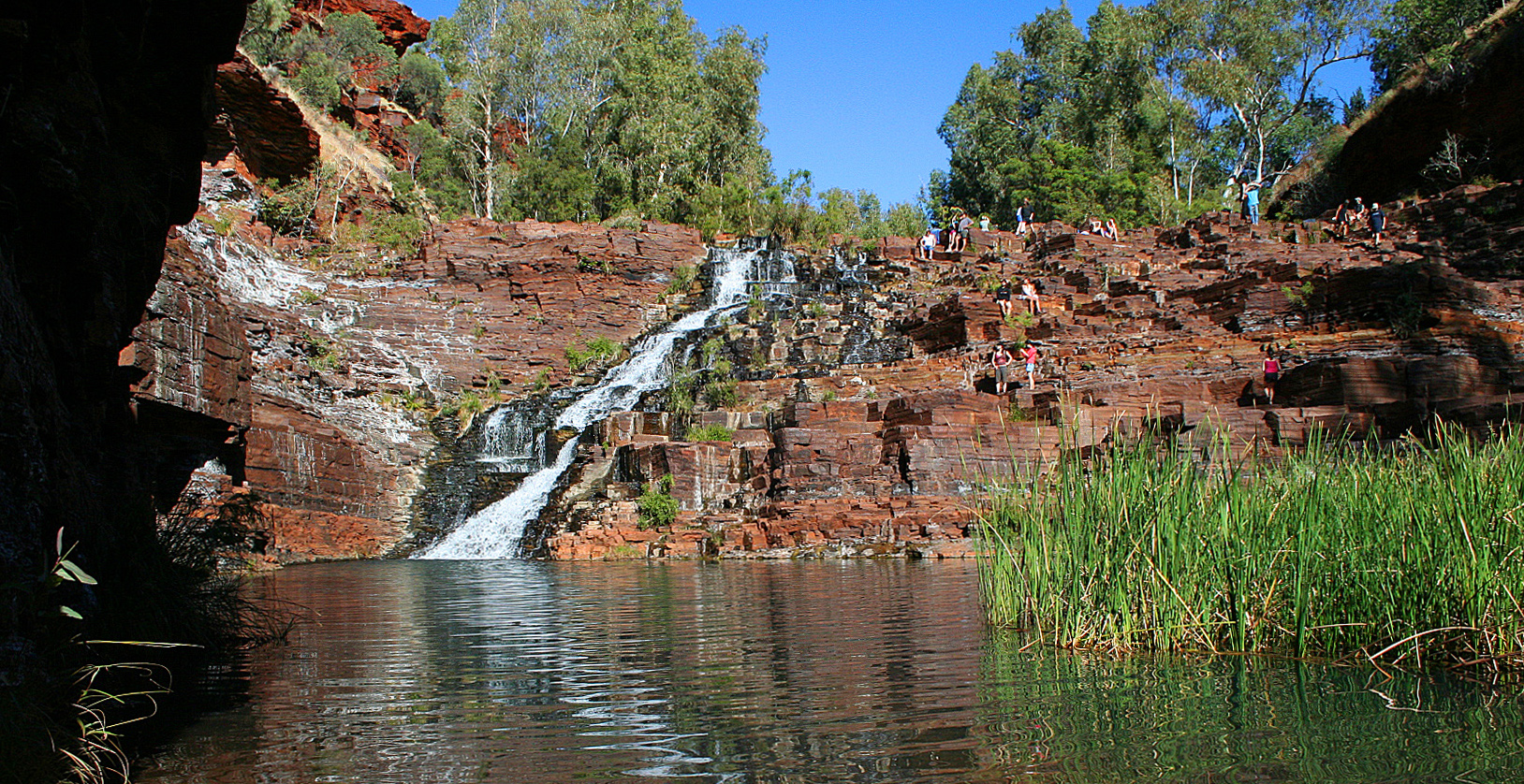
Fortescue Falls
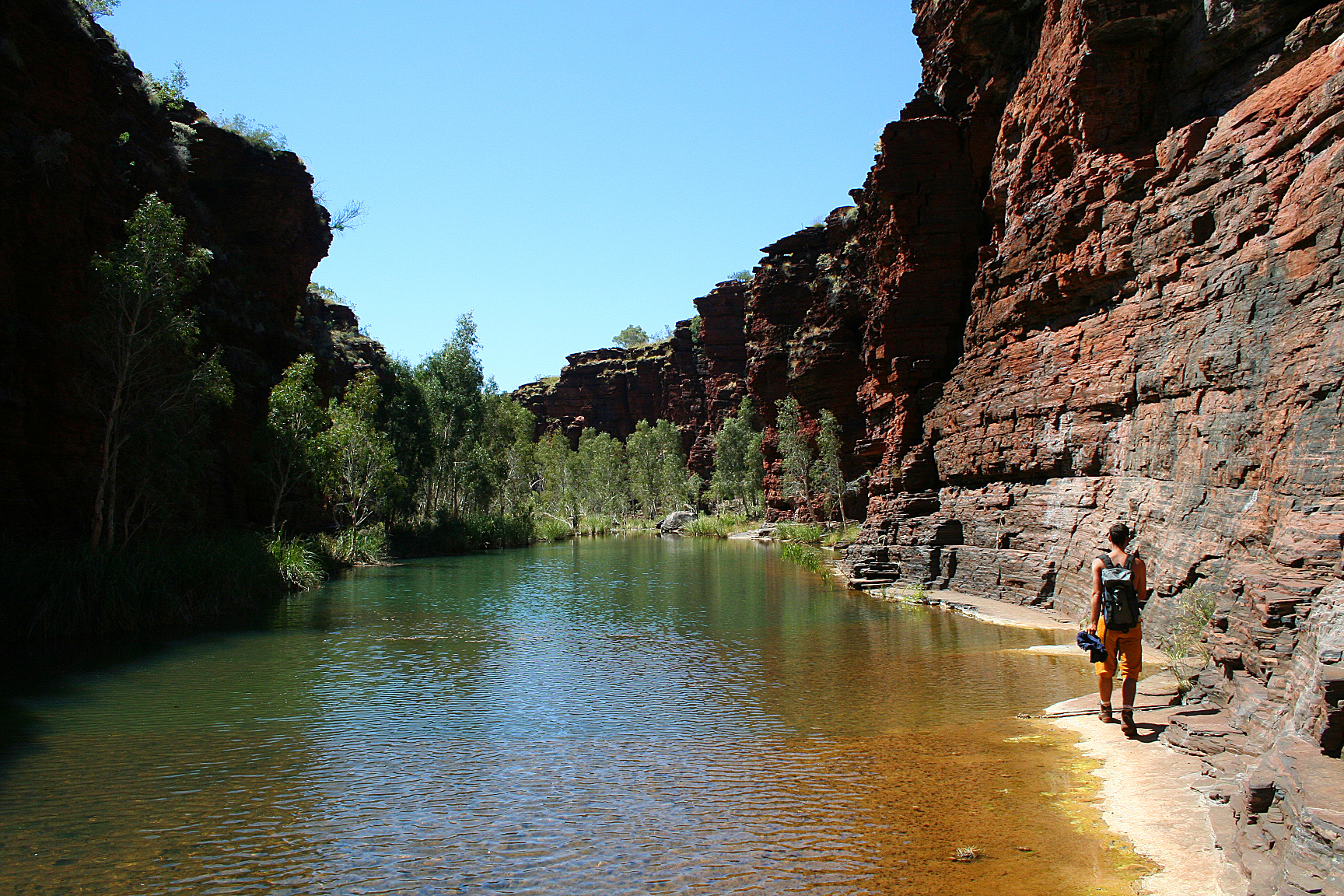
Hammersley Gorge
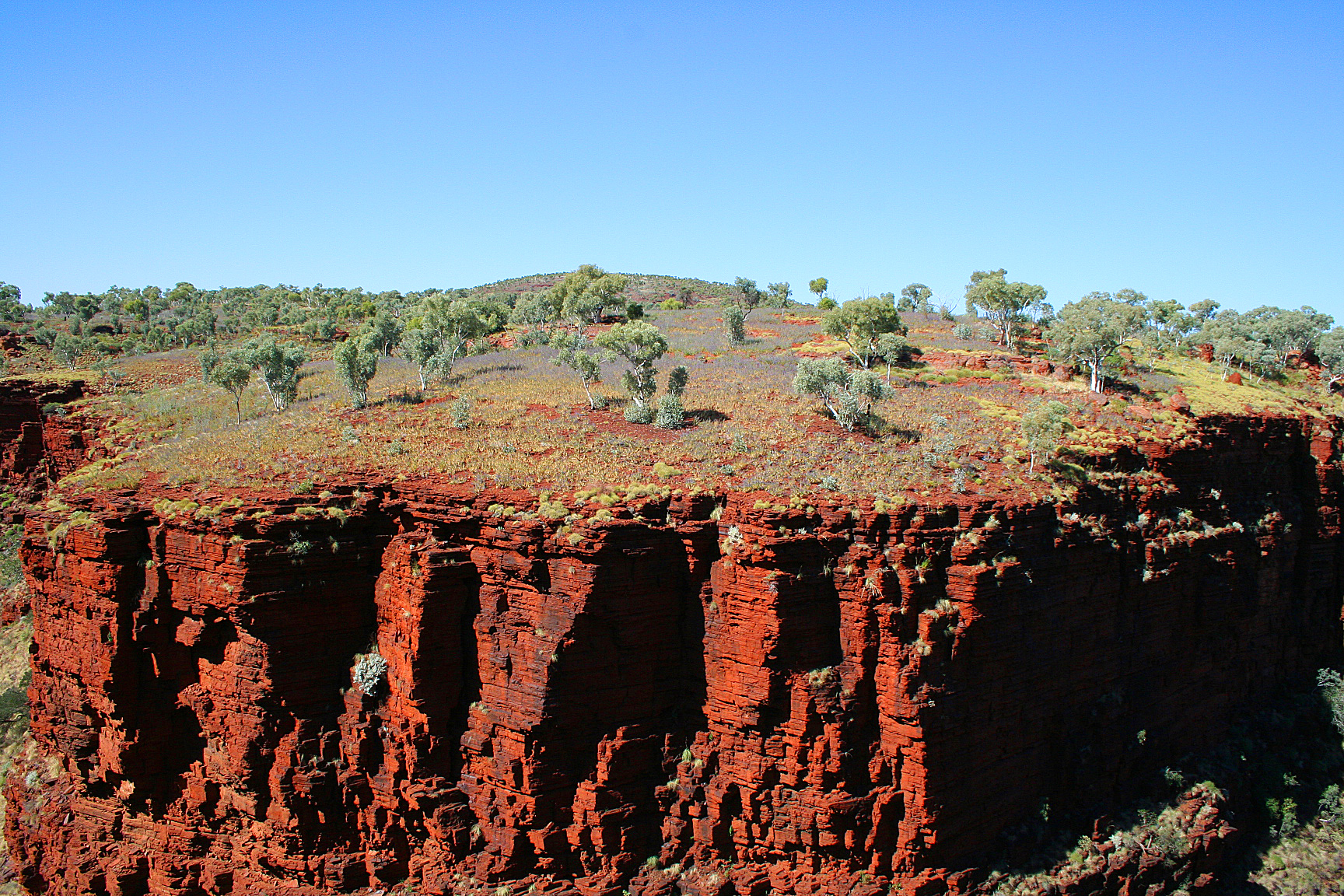
Kalamina Gorge
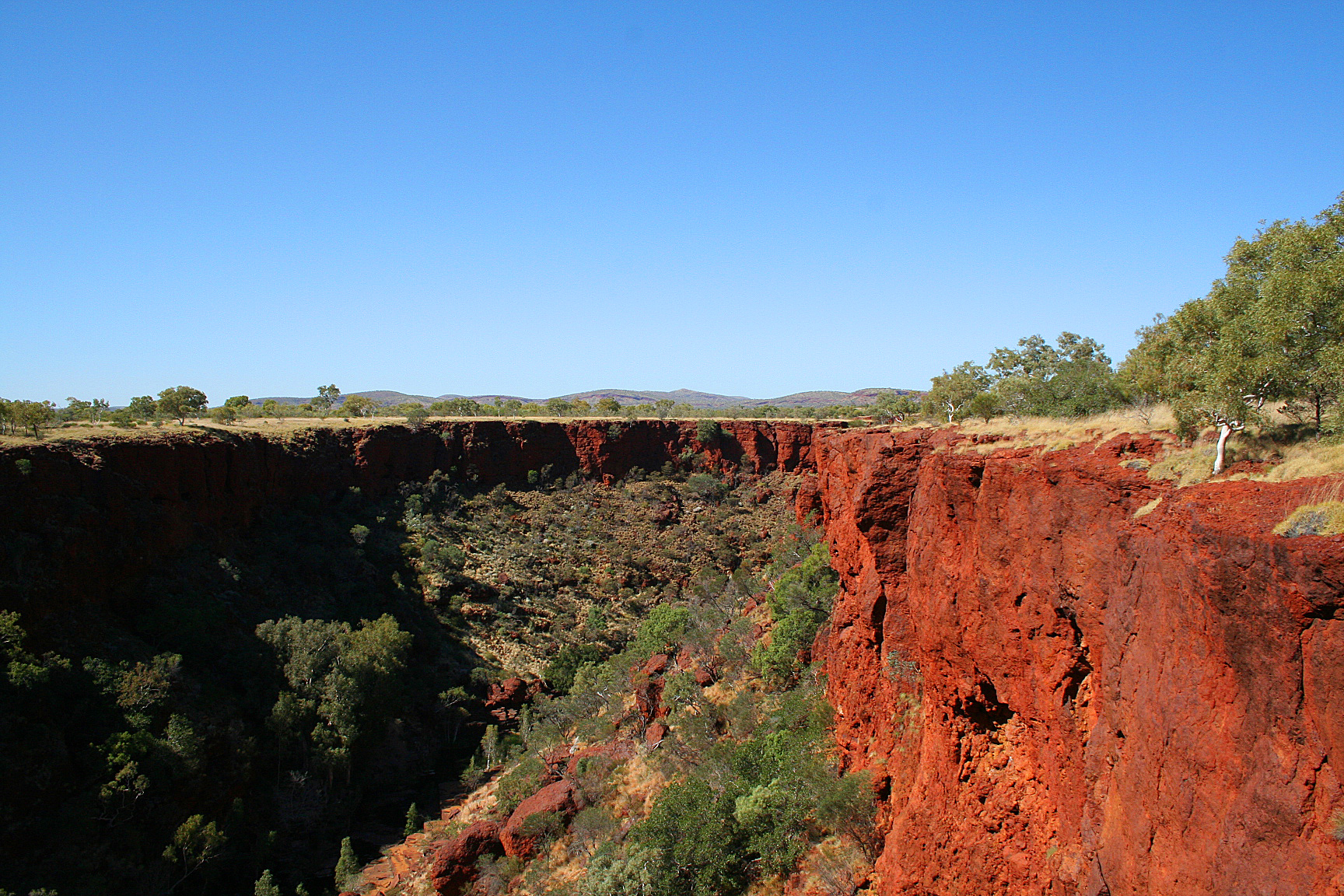
Weano Gorge
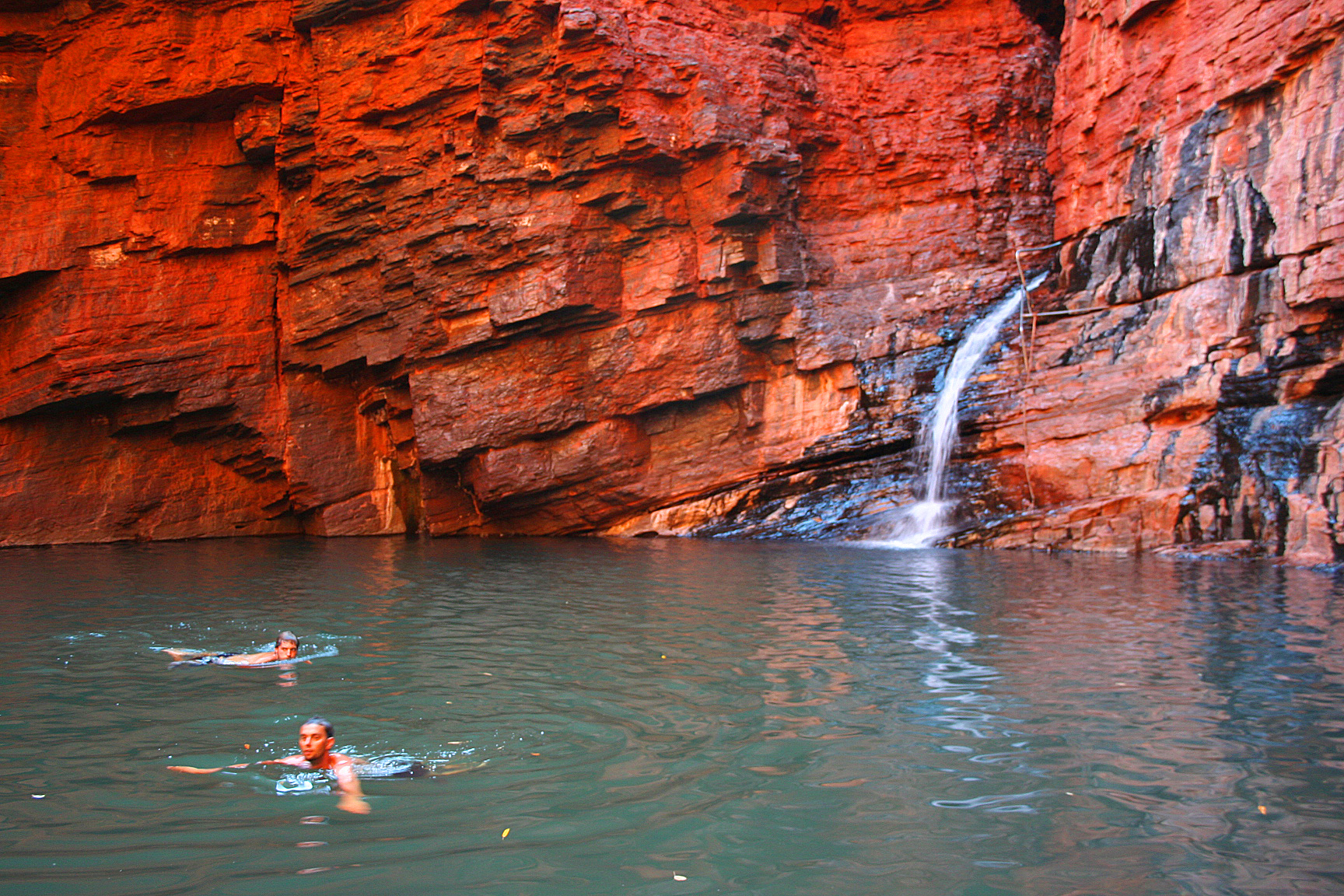
Weano Gorge
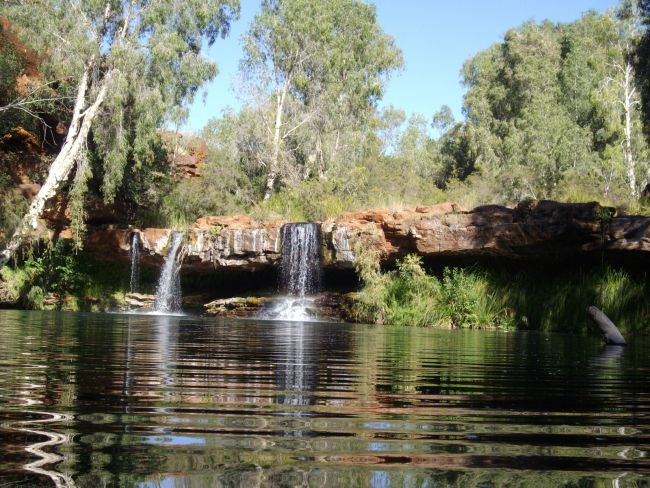
Fern's Pool